# St. Nikolaus (Reinhausen)

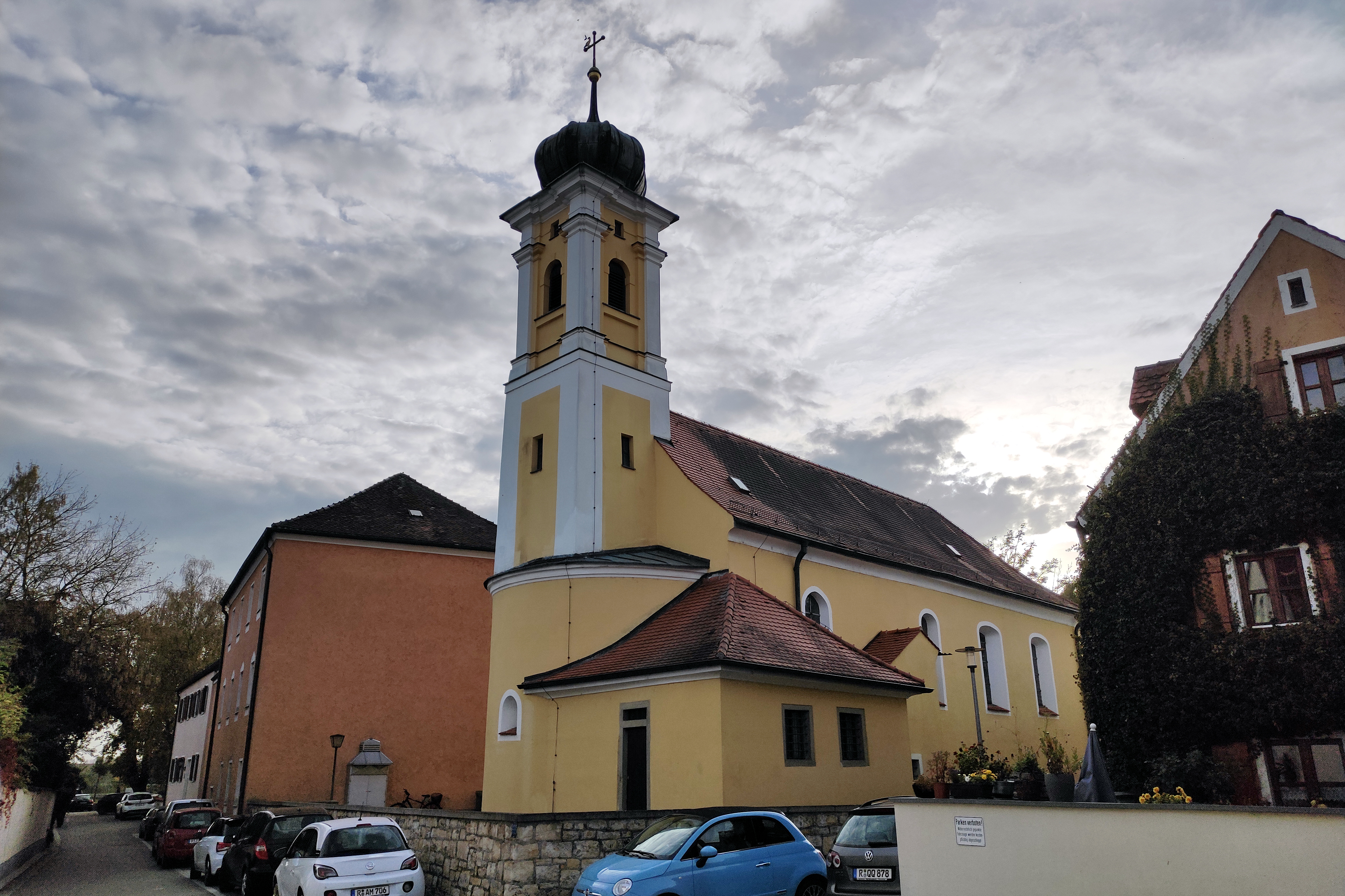
St. Nikolaus in Reinhausen

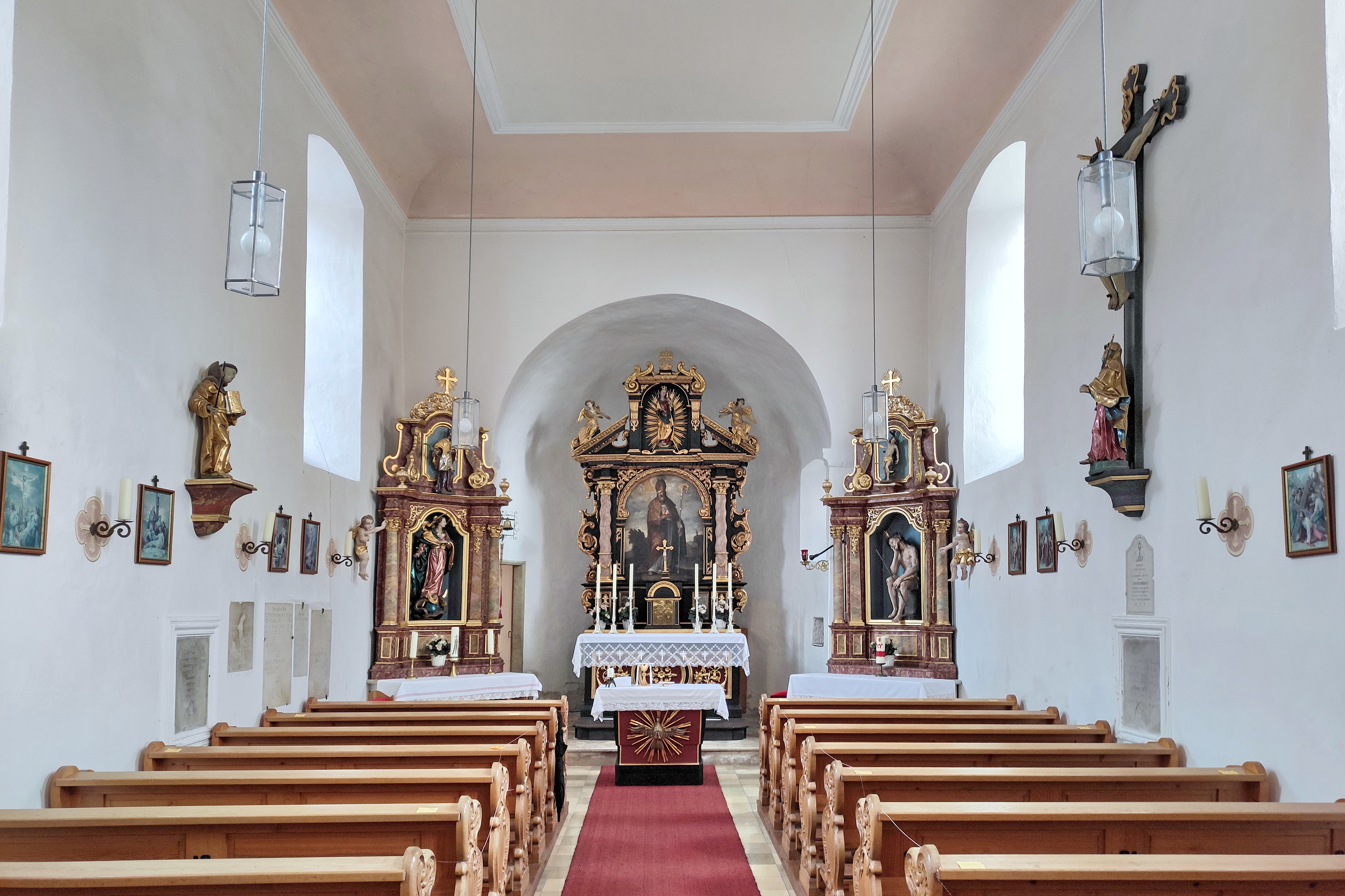
St. Nikolaus: Innenraum

Die Kirche St. Nikolaus steht im Nordosten des Stadtteiles Reinhausen (Oberen Regenstraße 27) in der Stadt Regensburg. Sie ist Filialkirche der römisch-katholischen Gemeinde St. Josef im Dekanat Regensburg des Bistums Regensburg und dem hl. Nikolaus von Myra (Patrozinium am 6. Dezember) geweiht. Unter dem Namen Hl. Simeon der Myronspender dient sie seit 2015 der Kirchengemeinde Regensburg der Serbisch-Orthodoxen Kirche als Gotteshaus.
Die romanische Chorturmkirche aus dem 12. Jh. wurde 1228 erstmals erwähnt und im 18. Jh. barockisiert. Sie steht unter Denkmalschutz.

## Geschichte
Die Kirche wurde von den ersten Bewohnern Reinhausens (Schiffer, Flößer und Fischer) errichtet und wird erstmals 1228 urkundlich erwähnt.
Als die Kirche im Laufe der Zeit für die gewachsene Gemeinde zu klein wurde, gab Pfarrer Michael Wieshuber von Sallern schließlich den Anstoß zum Bau der neuen Kirche St. Josef in Reinhausen, die 1906–08 errichtet wurde. Heute ist St. Nikolaus Nebenkirche der Pfarrei St. Josef.

## Gebäude
Die ehemalige Sondersiechenkirche ist eine Chorturmkirche mit einschiffigem Langhaus und halbrunder Apsis, Turm mit Zwiebelhaube und Pilastergliederung aus dem 12. Jh. 1754 wurde die Kirche nach Westen erweitert und barockisiert. Der Hochaltar der Kirche wurde um 1670 angefertigt; er besteht hauptsächlich aus dem Bildnis des hl. Nikolaus, das um ca. 1630 gemalt wurde, und einem kleinen Aufbau mit einer hölzernen Madonna aus dem Anfang des 16. Jahrhunderts.
Es gibt noch zwei Seitenaltäre in der Kirche: beide bestehen aus einer Figurennische und einem kleinen Aufbau. Im nördlichen Seitenaltar (vom Eingang aus links) steht eine Madonna, im Aufbau der hl. Nepomuk; rechts steht ein Schmerzensmann nach Art des Christus in der Rast, oben der hl. Sebastian.
Alle drei Altäre besitzen einen Tabernakel.
Der Volksaltar wurde nachträglich eingebaut und an die restliche Ausstattung angepasst.
Es befindet sich auch eine Figur des hl. Nikolaus aus dem 14. Jahrhundert in der Kirche. Die Orgel, eine wertvolle barocke Orgel aus der frühen Barockzeit, wurde 1988 restauriert und unter das Nordfenster der Pfarrkirche St. Josef verbracht, wo sie heute bei Gottesdiensten mit kleiner Chorbesetzung gespielt wird.
Die ehemalige Friedhofsmauer aus Bruchstein ist wohl mittelalterlich; es ist allerdings auch möglich, dass die Mauer zur Zeit der Kirchenerweiterung nach Westen errichtet wurde, vielleicht aus hochwasserschutztechnischen Gründen (die Kirche steht auf einem kleinen Podest) oder einfach als Umgrenzungswall. Zwölf Grabtafeln bzw. Epitaphien aus der Zeit zwischen dem 17. und 19. Jahrhundert erinnern noch an den früheren Friedhof, sie sind heute innerhalb der Kirche an den Kirchenmauern angebracht.

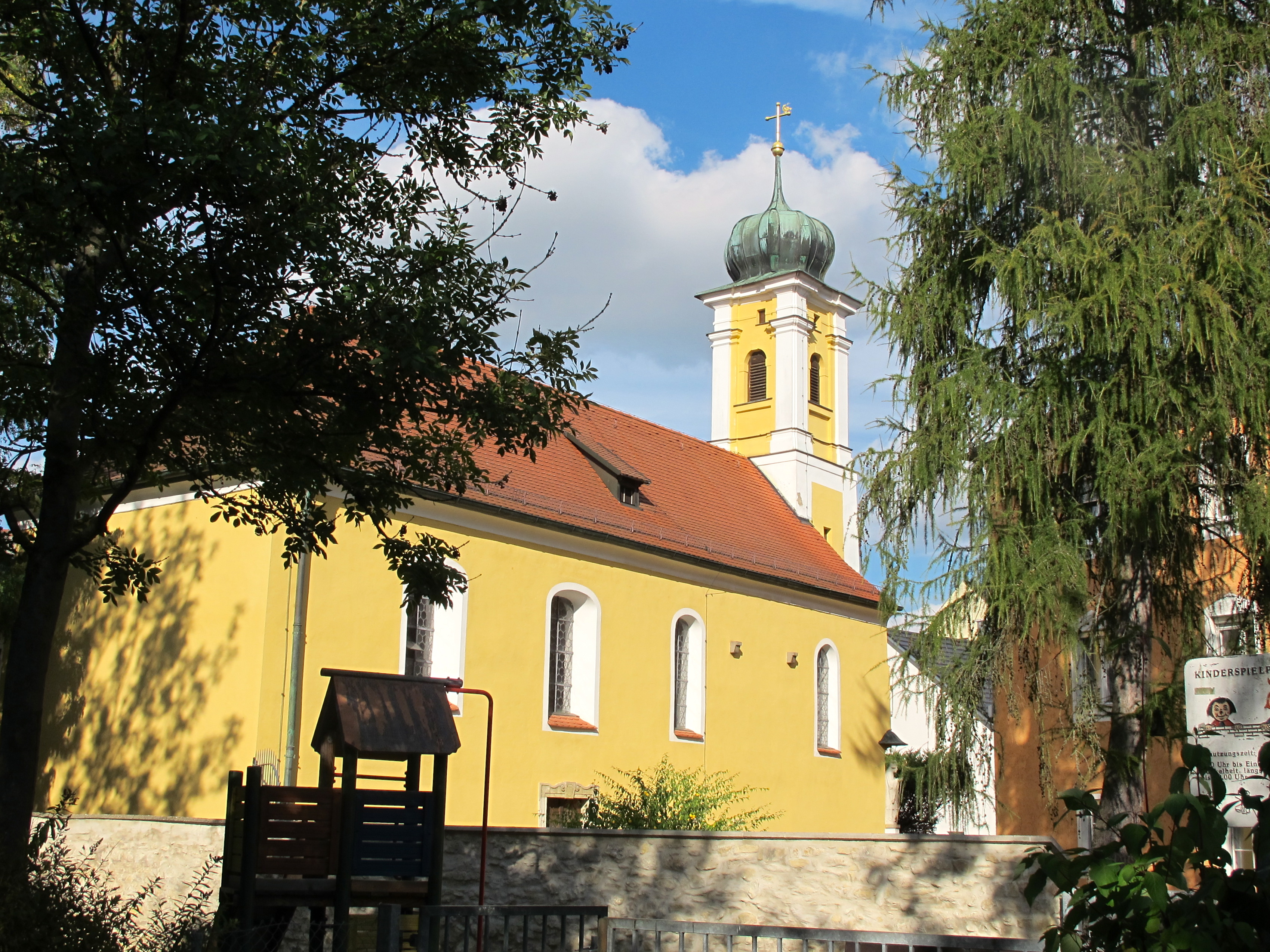
St. Nikolaus in Reinhausen
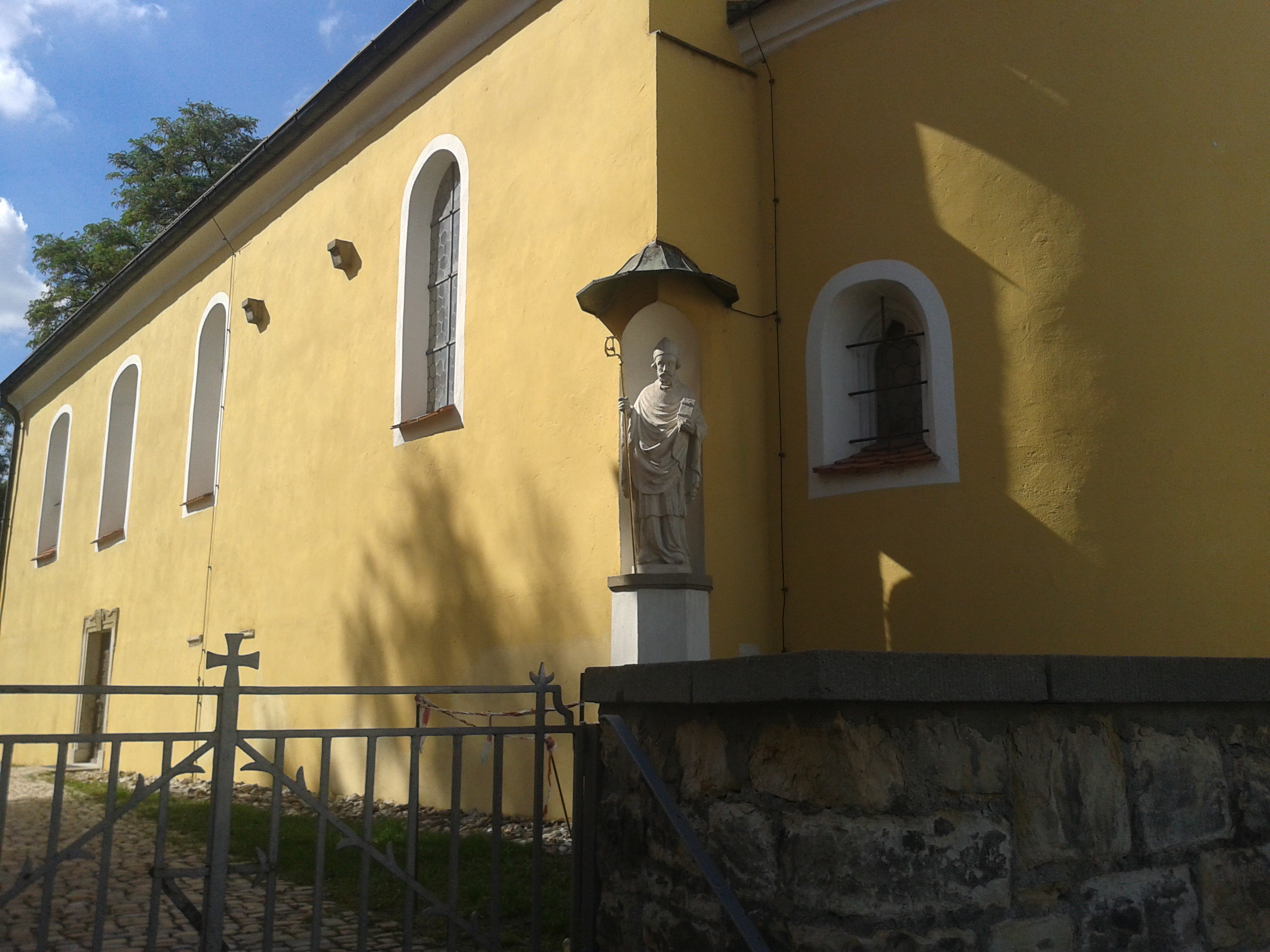
St. Nikolaus; Kopie der Nikolausstatue aus dem 14. Jh.
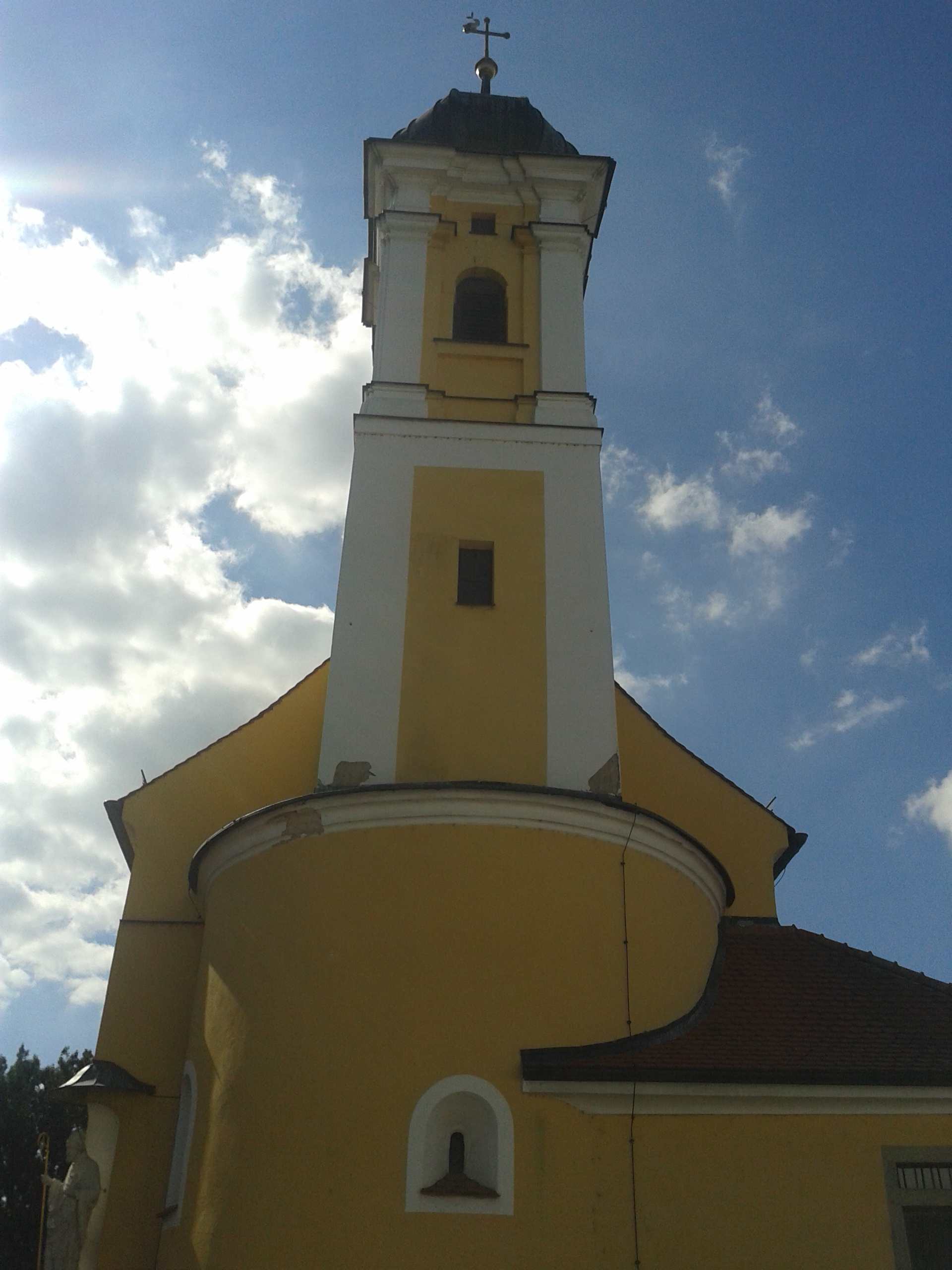
Turm der St. Nikolaus-Kirche zu Reinhausen
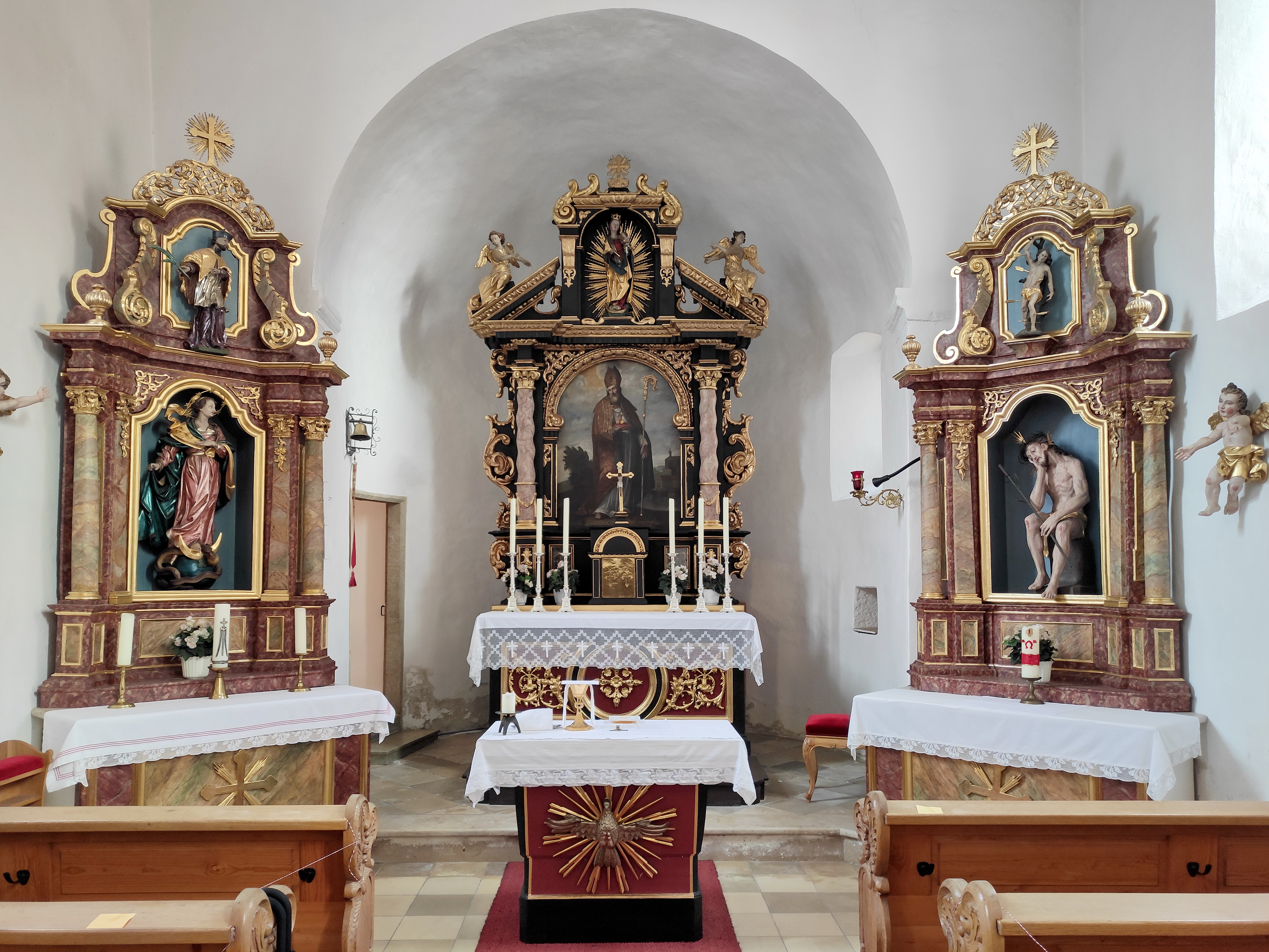
Altäre

## Nutzung
In der Kirche finden noch regelmäßig liturgische Feiern statt: Messen an einzelnen Werktagen, sowie zu besonderen Anlässen, wie z. B. bei Bittgängen, Hochzeitsjubiläen etc., vereinzelt auch Taufen. Seit 2015 wird sie außerdem von der serbisch-orthodoxen Gemeinde Regensburg genutzt.